# Laura Pomportes
Laura Pomportes, née le 16 avril 1989 à Toulouse, est une joueuse professionnelle de squash représentant la France. Elle atteint en juillet 2015 la 51e place mondiale sur le circuit international, son meilleur classement. Elle est mariée avec le joueur de squash Mathieu Castagnet depuis juillet 2017.
Elle prend sa retraite sportive en 2017 en raison de problèmes récurrents de hanche.

## Palmarès

### Finales
- Championnat de France : 2 finales (2012, 2014)
- Championnats d'Europe par équipes: 4 finales (2014, 2015, 2016, 2017)